# Majorsgatan, Malmö

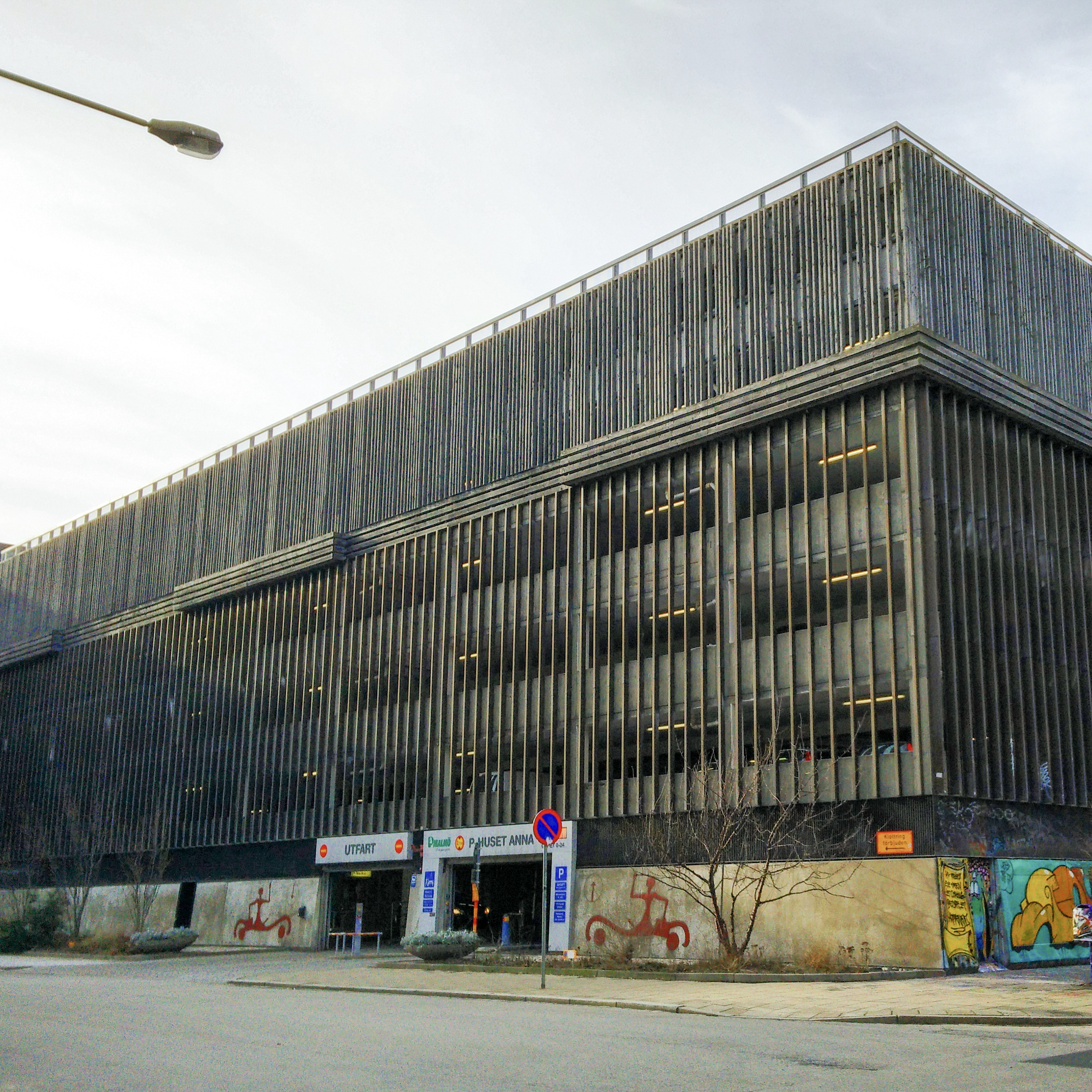
Majorsgatan söder om P-huset Anna.

Majorsgatan är en gata inom delområdet Lugnet i Malmö. I nuvarande form är den en T-formad återvändsgata med infart från den nordligaste delen av Kaptensgatan, vilken ännu är öppen för biltrafik.
Majorsgatan tillkom 1878 inom den dåvarande stadsdelen Rörsjöstaden, då den sträckte sig från Drottninggatan och korsade Kungsgatan och fortsatte till Föreningsgatan. År 1977 fick även en nytillkommen sträckning söder om P-huset Anna namnet Majorsgatan och 1978 erhöll sträckningen söder om Kungsgatan namnet Gustav Möllers gata, uppkallad efter politikern Gustav Möller. Majorsgatan ingår sedan 1981 i delområdet Lugnet.